# چسب زخم جای گلوله را می‌پوشاند
«چسب زخم جای گلوله را می‌پوشاند» (به انگلیسی: Band Aid Covers the Bullet Hole) تک‌آهنگی از گروهٔ راک اهل لس آنجلس، کالیفرنیا اسکارلینگ. می‌باشد که در ۱۹ مارس سال ۲۰۰۳ از سوی سیمپتی فور رکورد اینداستری منتشر گردید.